# Der gefälschte Kupon

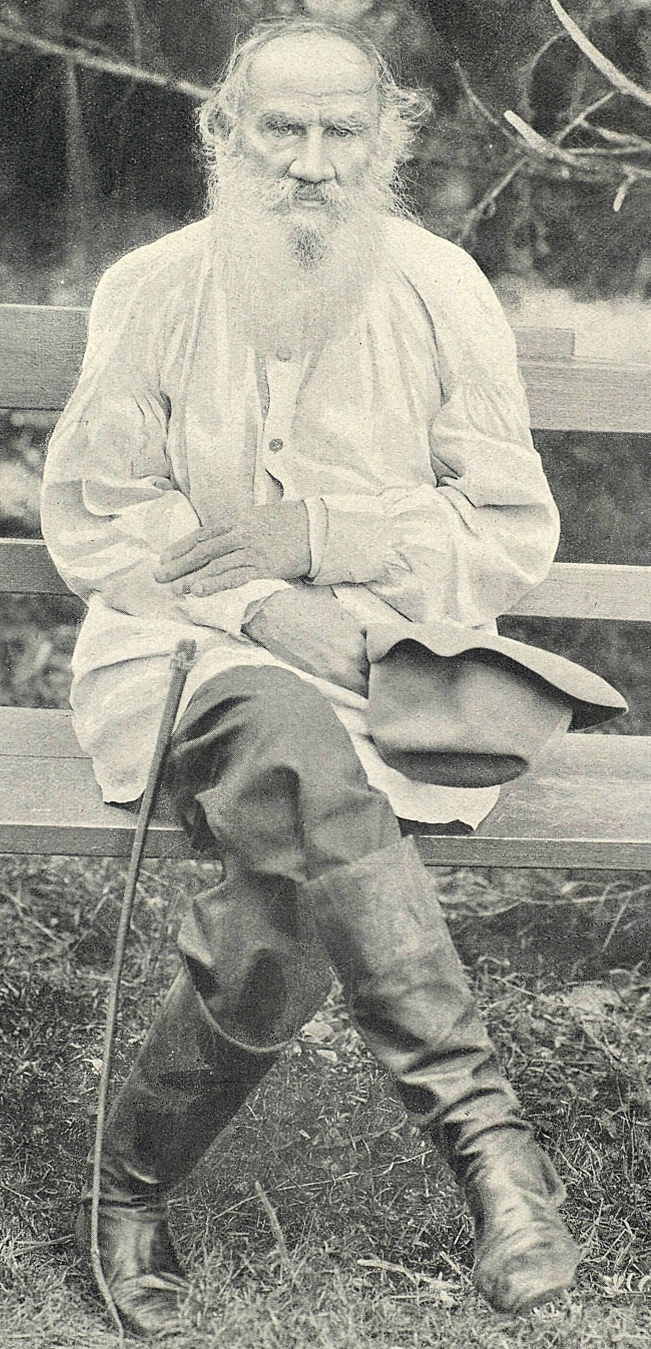
Lew Tolstoi im Jahr 1903

Der gefälschte Kupon, auch Der gefälschte Coupon (russisch Фальшивый купон, Falschiwy kupon), ist eine Erzählung von Lew Tolstoi, deren Niederschrift gegen Ende der 1880er Jahre begonnen und im Februar 1904 abgebrochen wurde. Zensiert erschien das Fragment postum im Bd. 1 der Nachgelassenen Künstlerischen Werken L. N. Tolstoi 1911 in Moskau. Unzensiert, also vollständig, kam die Erzählung – ebenfalls 1911 – im gleichnamigen Nachlass in Berlin heraus. 1983 folgte – ebenfalls in Moskau – eine Ausgabe im Bd. 14 der 22-bändigen Tolstoi-Ausgabe.
Moskau gegen Ende des 19. Jahrhunderts: Die auf den ersten Blick geringfügige Straftat des Gymnasiasten Machin – Urkundenfälschung sozusagen als Kavaliersdelikt – zieht im Gefolge eine Kettenreaktion von Mord und Totschlag nach sich. Ein Bauer, der geläuterte Massenmörder Stepan Pelagejuschkin, Glied in jener grausigen Kette, erreicht – dem Gebot der christlichen Nächstenliebe strikt folgend – die späte Einkehr Machins.

## Inhalt
Der 15-jährige Gymnasiast Mitja bekommt von seinem Vater, dem cholerischen Präsidenten des Finanzhofes Fjodor Smokownikow, als Teil seines schon knapp bemessenen Taschengeldes auch noch einen Kupon im Werte von zweieinhalb Rubeln. Bei der Begleichung eines Schuldenbetrages kommt Mitja der Gymnasiast Machin zu Hilfe. Machin fälscht das Wertpapier mit einem einzigen Federstrich. Der Kupon ist nun zwölf Rubel und fünfzig Kopeken wert. Beide Schüler übertölpeln in einem Fotogeschäft Marja Wassiljewna, die Frau des Inhabers Jewgeni Michailowitsch. Nach dem Kauf einer Kleinigkeit lassen sich die beiden Bares herausgeben. Der Kaufmann Jewgeni Michailowitsch erkennt, als er nach Hause kommt, die Fälschung und dreht den Kupon einem Holzhändler an. Auch dieser ahnungslose Bauer Iwan Mironow gibt auf das „Wertpapier“ Bargeld heraus. Bevor Mironow in sein Dorf Wassiljewskoje kutschiert, kehrt er ein. Der Wirt erkennt beim Zahlen die Fälschung und ruft die Polizei. Nachdem Mironow die Nacht im Revier verbracht hat, führt er die Polizei in das Fotogeschäft. Vor dem Richter streitet Jewgeni Michailowitschs Hausknecht Wassili den Holzhandel ab und bekommt von seinem Herrn als Belohnung für den Meineid Bargeld.
Drei Jahre später: Wassili wird nach einem Gelddiebstahl von Jewgeni Michailowitsch entlassen.
Dem begüterten ehemaligen Zollbeamten Pjotr Swentizki werden von Iwan Mironow, der drei Jahre zuvor durch die ihm aufgebürdeten Prozesskosten ruiniert wurde, drei Pferde gestohlen.
Marja Wassiljewna erkennt auf der Straße Mitja Smokownikow und beschwert sich über den Betrüger auf dem Gymnasium bei seinem Religionslehrer Michail Wedenski. Mitjas Vater, dem Atheisten Fjodor Smokownikow, kommt der Vorfall zu Ohren. Der Vater streitet mit dem Religionslehrer. Mitja gibt auf Betreiben seiner Mutter das Bargeld Marja Wassiljewna zurück. Michail Wedenski verlässt das Gymnasium, tritt als Mönch Missail in ein Kloster ein und wird Rektor eines Priesterseminars an der Wolga. Missail wird von seinem Bischof in ein Dorf geschickt, in dem der Sektierer Tschujew predigt, Ikonen seien weiter nichts als Bretter. Als Tschujew einem der Rechtgläubigen im Verlaufe der Glaubenszwistigkeiten ein Auge ausschlägt, wird er verbannt. Missail wird vom Bischof befördert.
Pjotr Swentizki kommt mit den Nachbarn nicht mehr zurecht. Er verpachtet sein Gut, zieht mit seiner Frau an die Wolga und nimmt dort eine Stelle als Verwalter auf dem Gut der Liwenzows an. Als er für Ordnung sorgt, wird er von den dortigen Bauern ermordet. Swentizkis Frau Natalja Iwanowna Swentizkaja muss die Bluttat mitansehen. Die Witwe lässt sich von ihrer Dienstmagd Malanja trösten: Von ihrem despotischen Ehemann durch die Mörder befreit, könne sie endlich aufatmen.
Die Leiche Pjotr Swentizkis werfen die Bauern in die nahegelegene Schlucht. Zwei Täter sollen nach dem Urteil eines Standgerichts gehenkt werden. Natalja meint, die beiden würden nur ihretwegen exekutiert. Als sie den beiden Bauern verzeihen will, wird sie vom Chef der Landpolizei ausgelacht. Nataljas Gnadengesuch, in einem Telegramm vom Chef der Landpolizei formuliert, findet am Zarenhofe kein Gehör. Der Herrscher befiehlt den Mönch Isidor in die Hofkirche. Isidor geißelt in seiner Predigt vor der vollständig versammelten Generalität die Todesstrafe. Nach Isidors Ansicht werde diese barbarische Praxis durch schlechte Staatsführung verursacht. Nach der Predigt wird der Mönch Isidor vom Metropoliten sowie vom  Generalstaatsanwalt beseitegenommen und ins Susdaler Kloster, dem Vater Missail vorsteht, verbracht. Darin sitzen vierzehn Geistliche – allesamt gefangen, weil sie gegen die Dogmen der rechtgläubigen Kirche verstoßen haben.
Iwan Mironow, inzwischen in seiner Gegend ein von Gutsbesitzern und Kaufleuten gefürchteter Pferdedieb geworden, wird, als er sich an Bauernpferden vergreift, von den erbosten Dorfbewohnern gestellt. Als der Dorfälteste zur Selbstjustiz aufruft, zerschmettert der Bauer Stepan Pelagejuschkin dem Pferdedieb mit einem Stein den Schädel. Dafür bekommt Stepan lediglich ein Jahr Gefängnis. Seine Frau muss mit den Kindern betteln gehen. Verbittert sucht Stepan Streit, erschlägt beinahe den Gefängniskoch und muss dafür ein weiteres Jahr sitzen. Als Stepan entlassen wird, ist seine Frau gestorben und sein Haus ist abgebrannt. Er weiß nicht wohin. Stepan kehrt bei einem Herbergswirt ein, den er sehr gut kennt. Der ihm verhasste, verfettete Wirt hat einem benachbarten Bauern die Frau Matrjona abspenstig gemacht. Die nächste Selbstjustiz nimmt ihren Lauf. Stepan erschlägt das Paar mit der Axt. Darauf sucht er einen ihm bekannten Fuhrmann auf. Da dieser außer Haus ist, schneidet Stepan dessen Frau die Kehle durch. Weil deren Kinder schreien, werden auch sie von Stepan umgebracht. Der Mörder geht in die Stadt. Dort beobachtet er die Rentnerin Marja Semjonowna, wie diese in der Staatskasse ein hübsches Sümmchen Pension bekommt. In deren Wohnung schneidet er Marja Semjonownas verheirateter Tochter die Kehle durch, bringt deren Mann nach heftigen Zweikampf um und stößt Marja Semjonowna das Messer in die Kehle, nachdem die Frau ihn ermahnt hat: „Hab Erbarmen mit dir selbst! … am ärgsten deine eigene Seele bringst du ins Verderben ... !“ Im Gefängnis geht Stepan die Mahnung Marja Semjonownas nicht aus dem Sinn. Er verhält sich monatelang mustergültig und randaliert nicht wie während früherer Gefängnisaufenthalte. Sein Suizidversuch misslingt. In Stepans Gefängnis sitzen auch der notorische Dieb Wassili und der unverbesserliche Sektierer Tschujew ein. Auf Befragen Stepans gibt Tschujew seinen Haftgrund preis und fügt bei, ausgeschickte verlogene Popen könnten seinen Glauben an die wahre Lehre Christi nicht zerbrechen. Der Analphabet Stepan wird von Tschujew im Gefängnis zu Matthäus und Lukas belehrt. Stepan wird ein anderer Mensch und lernt das Lesen. In Stepans Gefängnis harren die beiden Bauern, die Pjotr Swentizki gelyncht haben, ihrer Exekution. Der wegen Mordes verurteilte Scharfrichter Machorkin wird aus Pensa als Henker der beiden ins Gefängnis beordert. Machorkin wird von Stepan bekehrt und weigert sich trotz angedrohter Prügelstrafe, einen Menschen zu töten. Als Henker findet der Gefängnisdirektor doch noch jemanden – einen bestialischen Sodomiten aus Kasan.
Der ganz oben genannte Gymnasiast Machin ist inzwischen Untersuchungsrichter am Bezirksgericht und teilt seiner Angebeteten, der reichen Lisa Jeropkina, alle Details zum Fall Stepan mit. Lisa, die vermutet, Machin wolle sie ihres Geldes wegen ehelichen, prüft nun ihren Bräutigam: Lisa will sich von ihrem Besitz trennen; möchte wie Marja Semjonowna werden. Lisas Vater ist strikt dagegen, doch Machin wird ein anderer Mensch; unterstützt Lisas genanntes Bestreben. Lisa sucht einen Eremiten auf und beichtet. Nach Lisas Besuch geschieht ein Wunder. Der Eremit verlässt seine Klause. Der Zustrom der Bevölkerung zu seinen Predigten in der Klosterkirche nimmt ständig zu.
Wassili gelingt mit Stepans Beihilfe die Flucht aus dem Gefängnis und kommt bei Marja Semjonownas Dienstmagd Malanja unter. Wassili bricht bei Reichen ein, besticht mit dem erbeuteten Geld die Polizei und ermöglicht mit seinen großzügigen Geldspenden die Heirat armer junger Mädchen. Wassili gibt auch seinem ehemaligen Herrn, dem Kaufmann Jewgeni Michailowitsch, von dem geraubten Geld und verzeiht ihm in einem von Rechtschreibfehlern strotzenden Begleitschreiben, wie er ihn zum Meineid verleitet hat. Wassili wird gefasst und verbannt. Er lässt den Mut nicht sinken und kündigt seine baldige Rückkehr an.
Stepan erkrankt an Kopfrose und kommt in ein Gefängniskrankenhaus. Vater Missail wird im Susdaler Kloster von dem Prediger Mönch Isidor bekehrt. Missail lässt sich in den Ruhestand versetzen und bewohnt fortan eine Zelle im Susdaler Kloster.
Mitja Smokownikow, inzwischen Absolvent einer Technischen Hochschule, ist in einem sibirischen Goldbergwerk als Ingenieur tätig. Der Massenmörder Stepan Pelagejuschkin wird sein Kutscher. Der Sträfling bekehrt den Ingenieur. Mitja Smokownikow strebt nicht mehr nach Geld und Gut, sondern heiratet und bewirtschaftet mit seiner Frau einen Gutshof. Mitja macht an seinem hitzköpfigen Vater Fjodor Smokownikow Umerziehungsversuche. Zunächst lacht der Vater den Sohn aus. Dann aber wird der Präsident des Finanzhofes mit der Zeit still.

## Adaptionen
- 1983 Frankreich: Das Geld Film von Robert Bresson.
- 2005 Finnland: Paha maa (etwa: Karge Erde) Film von Aku Louhimies.

## Deutschsprachige Ausgaben
- Der gefälschte Kupon. Deutsch von Arthur Luther. S. 5–89 in: Gisela Drohla (Hrsg.): Leo N. Tolstoj. Sämtliche Erzählungen. Achter Band. Insel, Frankfurt am Main 1961 (2. Aufl. der Ausgabe in acht Bänden 1982)
- Der gefälschte Kupon. Aus dem Russischen übersetzt von Hermann Asemissen. S. 175–259 in: Eberhard Dieckmann (Hrsg.): Lew Tolstoi. Hadschi Murat. Späte Erzählungen. Bd. 13 von Eberhard Dieckmann (Hrsg.), Gerhard Dudek (Hrsg.): Lew Tolstoi. Gesammelte Werke in zwanzig Bänden. Rütten & Loening, Berlin 1986 (verwendete Ausgabe)